# طهماسب أباد (أرشق)
طهماسب أباد (بالفارسية: طهماسب‌آباد) هي منطقة سكنية تقع في إيران في قسم أرشق الشرقي الريفي. يقدر عدد سكانها بـ 60 نسمة .